# Claude (Grand Theft Auto)
Claude Speed est un personnage de jeu vidéo de la série Grand Theft Auto. C'est le héros incarné par le joueur dans Grand Theft Auto 2, sorti en 1999 sur PlayStation. Il est aussi généralement considéré comme étant le protagoniste de Grand Theft Auto III, sorti en 2001 sur PlayStation 2 et en 2002 sur PC, également appelé Claude.

## Grand Theft Auto 2
On sait peu de choses sur le personnage principal de Grand Theft Auto 2. Il est en fait un ancien tueur à gages, qui reprit ses fonctions, après s'être libéré de prison avec une légère amnésie. Son objectif est de devenir le « roi de la ville » par tous les moyens nécessaires.
DMA Design, le principal producteur de la série GTA, a publié un film promotionnel pour le jeu (qui a également été compilé dans la cinématique d'ouverture de GTA 2) représentant en version live Claude commettant plusieurs actes criminels. Dans le film, Claude accomplit des missions pour plusieurs gangs de la ville sans faire preuve de loyauté. À la fin du film, Claude est abattu par un assassin de la Zaibatsu Corporation, dont une camionnette et sa marchandise ont été précédemment volées par Claude.
La version du film de Claude partage certains traits physiques avec celui de Grand Theft Auto III, y compris ses cheveux et ses vêtements. Toutefois, le film représente Claude parlant et affichant un éventail d'émotions, des caractéristiques absentes dans Grand Theft Auto III et lors de son apparition dans Grand Theft Auto: San Andreas.

## Grand Theft Auto III
Une autre interprétation de ce personnage, connu simplement comme « Claude », est apparu dans Grand Theft Auto III. Au début, il n'était qu'un personnage anonyme avant que son nom ne soit officiellement divulgué dans Grand Theft Auto: San Andreas, qui fut prononcée par Catalina au cours de plusieurs conversations téléphoniques avec Carl Johnson tout au long de la partie.
En 2001, Claude, venant de l'État de San Andreas accompagné de sa petite amie et associée Catalina, ont fait un braquage à la banque centrale de Liberty City. Sa copine le trahi et tente de le tuer, mais la balle n'a fait que le blesser, le faisant ainsi passer pour mort. Remis de ses blessures, il est emmené à la prison de Liberty City dans un fourgon de la police lorsque celui-ci se fait attaquer sur un pont par le Cartel des Colombiens venus prendre un des prisonniers. Profitant de l'attaque, Claude s'échappe à bord d'une voiture accompagné du dernier prisonnier, nommé 8-Ball. Connaissant du monde à Liberty City, 8-Ball emmène Claude auprès de Luigi, un membre de la mafia italienne qui devient le premier contact d'une longue série avec le milieu du crime de la ville. Il travaillera alors pour la Mafia Leone, rencontrant en même temps Joey Leone, le fils du Don des Leone, et Toni Cipriani, un caporegime qui confiera à Claude des missions pour combattre la Triade. Il finira par être embauché par Salvatore Leone en personne, le Don des Leone. Salvatore confiera des missions pour espionner et détruire le cargo de drogues des Cartel des Colombiens, les virant ainsi de Portland. Malheureusement lorsque Salvatore apprend que sa femme Maria a avoué avoir eu des sentiments pour son nouvel homme de main, celui-ci décide de l'éliminer immédiatement.
En fuite avec Maria, Claude part travailler à Stauton Island auprès d'Asuka, qui est une principale membre des Yakuzas. Au fil des missions, il s'aperçoit que son ancienne petite amie Catalina est à la tête du Cartel Colombien. Claude a également travaillé avec le chef des Yakuzas, Kenji qui tient un casino. Il travailla également avec Ray Machowski, un policier corrompu qui lui demande d'exécuter Leon McAffrey, un autre ripou. Ray fait connaître Claude à Phil Cassidy, un ancien expert en armes avec un bras manquant. Il collaborera avec Donald Love (qui apparaît également dans GTA Vice City aux côtés d'Avery Carrington), un homme d'affaires très riche, qui lui demande de tuer Kenji discrètement, ordre que Claude exécute, mais qui ne parvient pas à plonger les Yakuzas dans la guerre contre le Cartel qu'avait imaginée Donald Love. Les Yakuzas, qui ignorent que Kenji s'est fait tuer par Claude, en croyant que ce sont les Colombiens qui l'ont tué, continuent à lui accorder toute confiance et ils continuent à exécuter leurs plans ensemble. Plus tard, Claude tombe dans un piège de Catalina, mais s'en sortira indemne.
Claude part ensuite à Shoreside vale pour voler divers objets et les ramener à Donald Love. Mais au bout d'un moment, Donald disparait mystérieusement. Ray Machowski doit partir précipitamment et en toute discrétion car il est recherché par le gouvernement pour diverses raisons. La situation semble désespéré, les Colombiens ont pris le contrôle de la ville… Claude continue à travailler avec Asuka qui tente de ralentir les Colombiens dans leur course de contrôle de la ville.
Mais les ennemis des Colombiens ne s'en sortent pas et c'est maintenant qu'ils demandent 500 000 $ à Claude pour Maria, kidnappée. Il en profitera pour tuer Catalina, par coup de chance.

### Grand Theft Auto: San Andreas
Claude apparait également dans Grand Theft Auto: San Andreas, où il défie Carl Johnson en faisant des courses de voitures. Il se fera draguer par Catalina en dépit de Carl. Après la course, elle informe Carl que Claude et elle-même doivent conserver leur voiture pour aller à Liberty City, lui laissant simplement un garage à San Fierro.

### Personnage muet
Contrairement aux protagonistes des autres jeux de la série (Tommy Vercetti, Carl Johnson, Mike, Toni Cipriani, Vic Vance, Niko Bellic, Johnny Klebitz, Luis Fernando Lopez, Huang Lee, Michael De Santa, Trevor Philips et Franklin Clinton) Claude n'a jamais prononcé un seul mot tout au long de ses apparitions (dans GTA III, on l'entend seulement gémir lorsqu'il se blesse ou qu'il meurt). Au cours du jeu, Maria fait un appel téléphonique à l'émission Lazlow sur Chatterbox FM, disant qu'elle a rencontré un nouvel homme qui ne parle pas beaucoup. Claude a continué d'être muet tout au long de San Andreas, dont Carl Johnson se moque en l'appelant « le muet », ou « l'aphone » (en VO « That mute asshole »).
Le silence de Claude est une décision du studio Rockstar, dont à l'époque les développeurs avaient décidés que les personnages non-jouables devaient parler et que le protagoniste soit muet pour que le joueur puisse mieux s'identifier à ce dernier. Aussi, à l'époque le studio avait de nombreux problèmes techniques à régler et que le silence du protagoniste n'était pas un problème majeur pour le studio. 

### Le nom de famille du personnage
Le nom de famille de Claude n'est jamais divulgué dans GTA III et GTA: San Andreas. Même les créateurs du jeu ne connaissent pas le nom officiellement en affirment que son nom de famille est Speed. Il tourne un grand mystère autour du personnage, car si GTA II ne se déroule pas en 2013, il ne peut pas s'agir du même personnage. En effet, Claude Speed serait apparemment mort à la fin de GTA II (mini-film du jeu montrant Claude Speed mort à la fin), et ne peut pas revivre pour être le personnage principal de GTA III en 2001.